# Józef Hałat
Józef Hałat pseud. Kępa, Władek (ur. 2 lutego 1904 w Kętach w powiecie bialskim, zm. po 12 grudnia 1944 w Mysłowicach) - działacz komunistyczny.
Syn Józefa i Wiktorii z Piechów, robotnik w fabryce papieru w Bielsku. W 1930 wstąpił do KPP, sekretarz Komitetu Dzielnicowego (KD) KPP w Kętach, współorganizator oddziału Organizacji Młodzieżowej (OM) TUR w Kętach w maju 1931. W 1932 został zwolniony z pracy. W 1937 zorganizował strajk robotników w garbarni Goldsztajna w Kętach, za co został na krótko aresztowany. Podczas II wojny światowej był robotnikiem przy torach kolejowych na stacji Czechowice-Czarnolesie, gdzie był współorganizatorem akcji sabotażowych przeciw Niemcom. Wiosną 1941 został przewodniczącym koła Przyjaciół ZSRR w Kętach, prowadził jego propagandę i wywiad i werbował nowych członków. W lipcu 1942 reprezentował Kęty na zjeździe delegatów z Górnego i Cieszyńskiego Śląska i powiatu bialskiego, na którym uchwalono przystąpienie kół Przyjaciół ZSRR do PPR. Został sekretarzem dzielnicowym PPR w Kętach, a w 1943 sekretarzem Komitetu Podokręgowego PPR Kęty w okręgu Bielsko. W swoim mieszkaniu zorganizował zakonspirowany lokal dla członków PPR i GL-AL. 25 października 1944 został aresztowany przez gestapo wraz z ośmioma innymi działaczami i wywieziony do bielskiego więzienia, a następnie do obozu koncentracyjnego w Mysłowicach filii Auschwitz, gdzie zginął.